# The Tie That Binds (film 1910 Balshofer)
The Tie That Binds è un cortometraggio muto del 1910 diretto da Fred J. Balshofer. Il regista firma anche come direttore della fotografia il film prodotto dalla Bison Motion Pictures e dalla New York Motion Picture.

## Produzione
Il film fu prodotto dalla Bison Motion Pictures e dalla New York Motion Picture.

## Distribuzione
Distribuito dalla Motion Picture Distributors and Sales Company, il film - un cortometraggio di 277,35 metri - uscì nelle sale cinematografiche USA il 31 maggio 1910.